# Circle G Ranch
Die Circle G Ranch ist ein Anwesen in Horn Lake, Mississippi, das sich zwischen 1967 und 1973 im Besitz von Elvis Presley befand. Die Ranch umfasst eine Fläche von etwa 62,5 Hektar und wurde im Jahre 2009 für 6,5 Millionen Dollar zum Verkauf angeboten.

## Lage
Horn Lake ist ein Vorort im Süden von Memphis, wo Presley seinen Hauptwohnsitz Graceland im südlichen Stadtbezirk Whitehaven hatte. Zwischen Whitehaven und Horn Lake befindet sich nur der Vorort Southaven, sodass die Fahrt von Graceland zur Circle G Ranch nur etwa zehn Minuten in Anspruch nimmt.
Die Circle G Ranch befindet sich im Südosten der Stelle, wo der in Nord-Süd-Richtung verlaufende Mississippi Highway 301 und die zwischen Westen und Osten verlaufende Goodman Road (Highway 302) zusammentreffen.

## Geschichte
Elvis Presley erwarb die 163 Morgen große Ranch im Februar 1967, nachdem er bei einem seiner seltenen Ausflüge bei Tageslicht auf sie aufmerksam geworden war. Mit Priscilla verbrachte er auf diesem Anwesen seine Flitterwochen und im hohen Gras dieses Anwesens verlor sie – nur wenige Tage nach der Hochzeit – bei einem Ausritt ihren Ehering, der trotz einer aufwendigen Suchaktion unauffindbar blieb.
Presley verkaufte das Anwesen bereits Ende der 1960er Jahre wieder, doch weil der Käufer den Kaufpreis schuldig blieb, fiel es wieder in sein Eigentum zurück. 1973 gelang es ihm schließlich, die Ranch an einen zahlungskräftigen Käufer zu veräußern. Entgegen dem in der Fanszene weit verbreiteten Gerücht, wonach das von Elvis vergebene G für sein Anwesen Graceland steht, ist eher davon auszugehen, dass es in Erinnerung an seine Mutter Gladys ausgewählt wurde.